# Nexus 5X
El Nexus 5X es un teléfono inteligente de gama media para la época de su lanzamiento,  con sistema operativo Android, desarrollado por LG Electronics en conjunto con Google como parte de la línea de dispositivos Nexus. Anunciado el 29 de septiembre de 2015, es el sucesor del Nexus 5. El Nexus 5X, conjuntamente con el Nexus 6P sirven, a su vez, para el lanzamiento de Android 6.0 Marshmallow, que incorpora una nueva interfaz, mejoras en el rendimiento, mayor integración con Google Now y otras nuevas características.
Google presentó a su sucesor, el Pixel y la siguiente versión de Android, 7.1, el 4 de octubre de 2016

## Problemas conocidos
Algunos dispositivos tienen un defecto de fábrica en la pantalla que hace que se vea amarillenta. Google cambiará los dispositivos afectados.
La pantalla falla cuando el teléfono está conectado al cargador.
Existe una falla conocida en la placa central de la tarjeta lógica que tiende a desoldarse con el paso del tiempo y el calentamiento por el uso extensivo del móvil. Algunos síntomas son: debilitamiento de la intensidad de la retroiluminación de pantalla, parpadeo del LCD y finalmente reinicio infinito del terminal, conocido como "Boot Loop" .